# Juliaan Kleerhagen
Juliaan Kleerhagen (Brussel, ca. 1555 - Guinea, Nederlands-Indië, ca. 1598) was gouverneur en een van de aanvoerders in de Nederlandse Opstand tijdens de Tachtigjarige Oorlog.

## Biografie
In 1585 ondernam hij samen met Filips van Hohenlohe-Neuenstein een gewaagde aanslag op 's-Hertogenbosch die mislukte. In 1586 werd hij door Robert Dudley aangesteld als bevelhebber van Gorinchem en Woudrichem waarvan hij in 1587 werd vervangen door Filips van Nassau. In 1588 bevond hij zich met een vendel in Utrecht om daar de burgemeester te helpen zijn gezag tegen Adolf van Nieuwenaar te handhaven. Tijdens een straatgevecht raakte hij zwaargewond. Vermoedelijk in overleg met Robert Dudley vertrok Kleerhagen daarna na Engeland. In 1598 blijkt Kleerhagen als kolonel in Oost-Indië onder Gerard Stribos het Prinseneiland op de Portugezen te hebben veroverd. Daar werd hij tot gouverneur benoemd. Hij wist daar zijn gezag niet te handhaven, na een Portugese aanval werd het eiland heroverd en liet Kleerhagen het leven. Hij was getrouwd met een vrouw afkomstig van het geslacht Van Erp.